# Listovníkovití
Listovníkovití (Philodromidae) představují kosmopolitní čeleď pavouků, vzhledem podobných běžníkům.

## Systematika
Za popisnou autoritu čeledi Philodromidae je pokládán Tamerlan Thorell (1869). Listovníkovití byli nicméně dlouhodobě vedeni v rámci čeledi běžníkovití (Thomisidae), s povýšením na samostatnou čeleď teprve roku 1975. Na základě morfologických i molekulárně-fylogenetických analýz tvoří listovníkovití monofylum, nicméně vnitřní vztahy mezi jednotlivými rody zůstávají jen špatně probádané (2022), zejména co se týče neotropických zástupců. Systematika je v tomto ohledu tudíž sporná a podléhající postupným revizím.
Následující seznam rodů je platný k říjnu 2023:

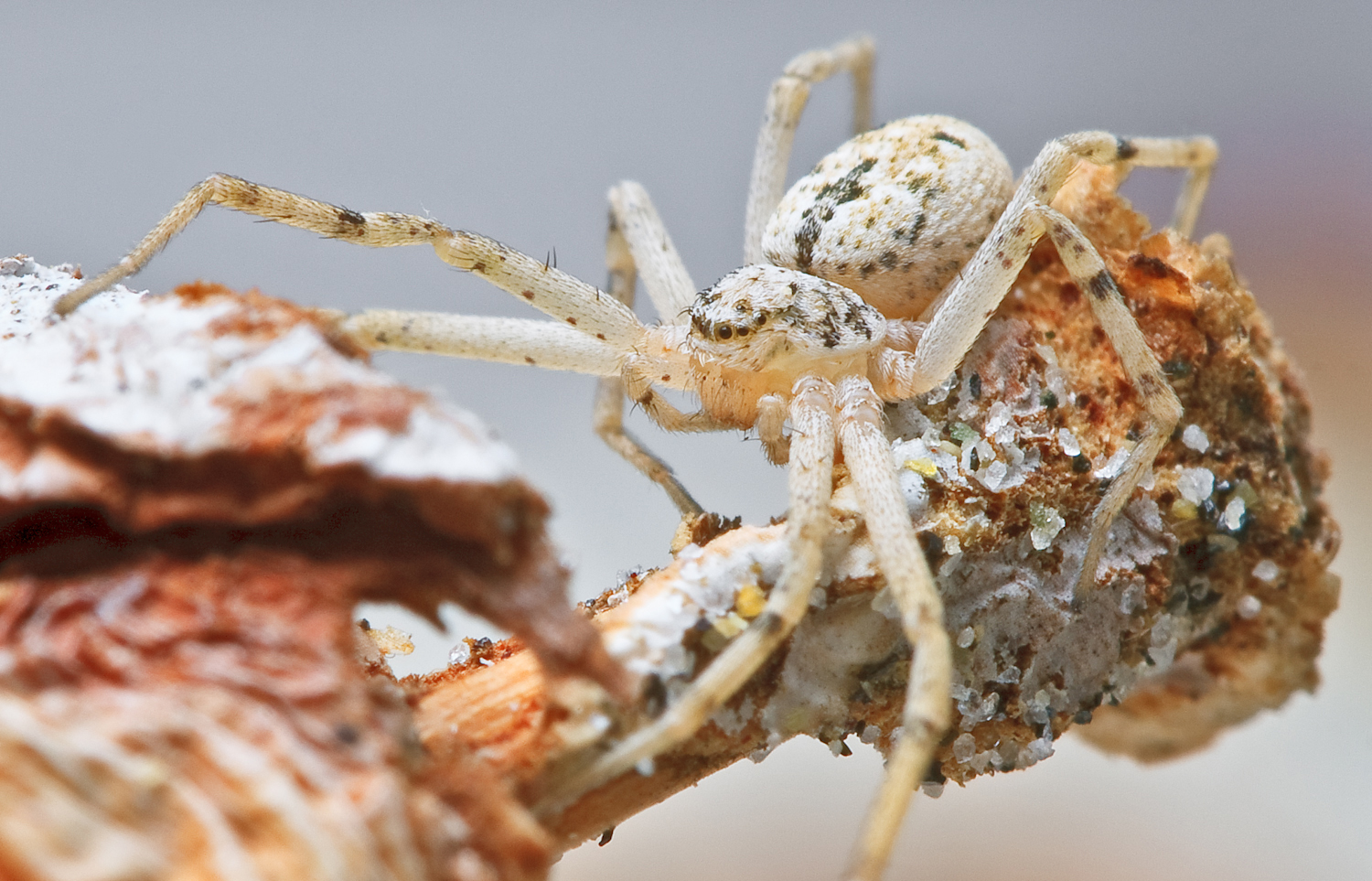
Ebo pepinensis

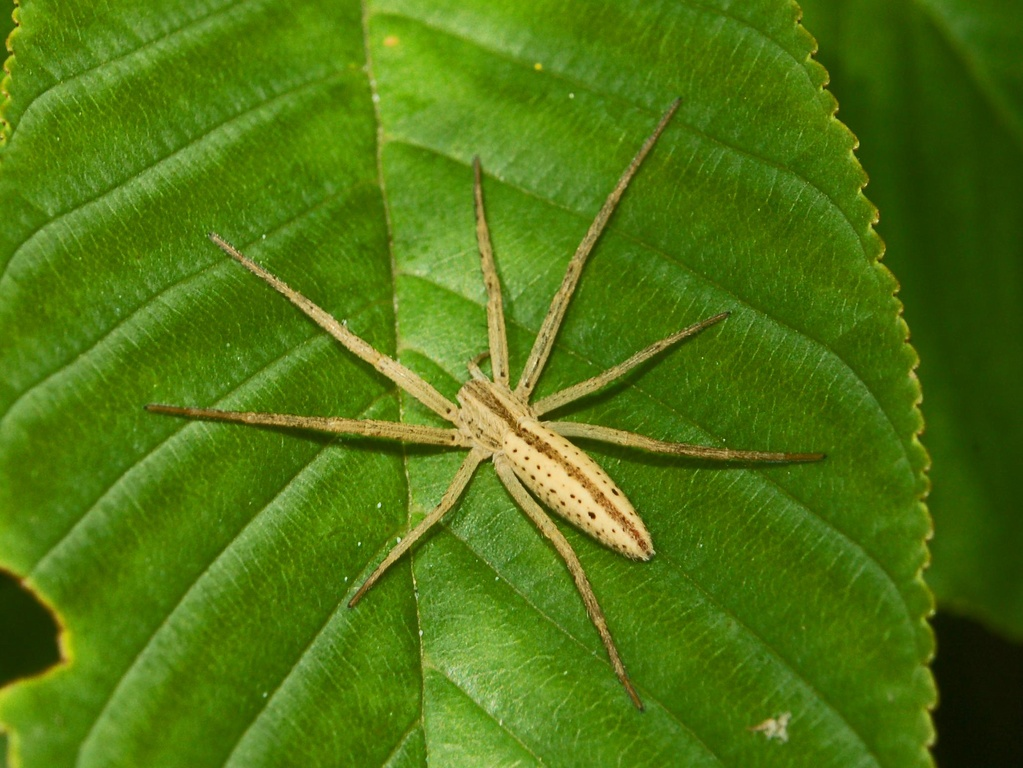
Tibellus sp.

- Apollophanes O. Pickard-Cambridge, 1898
- Celerrimus Lecigne, Cornic, Oger & Van Keer, 2019
- Cleocnemis Simon, 1886
- Ebo Keyserling, 1884
- Eminella Özdikmen, 2007
- Fageia Mello-Leitão, 1929
- Gephyrellula Strand, 1932
- Gephyrina Simon, 1895
- Gephyrota Strand, 1932
- Halodromus Muster, 2009
- Hirriusa Strand, 1932
- Pagiopalus Simon, 1900
- Paracleocnemis Schiapelli & Gerschman, 1942
- Pedinopistha Karsch, 1880
- Petrichus Simon, 1886
- Philodromops Mello-Leitão, 1943
- Philodromus Walckenaer, 1826
- Procleocnemis Mello-Leitão, 1929
- Psellonus Simon, 1897
- Pseudopsellonus Balogh, 1936
- Pulchellodromus Wunderlich, 2012
- Rhysodromus Schick, 1965
- Suemus Simon, 1895
- Thanatus C. L. Koch, 1837
- Tibelloides Mello-Leitão, 1939
- Tibellus Simon, 1875
- Tibitanus Simon, 1907
- Titanebo Gertsch, 1933
- Vacchellia Caporiacco, 1935

Na základě molekulárně-fylogenetické studie z roku 2016 je čeleď listovníkovitých blízce příbuzná s čeleděmi zápřednicovití (Cheiracanthiidae, syn. Eutichuridae) a skákavkovití (Salticidae).

## Charakteristika

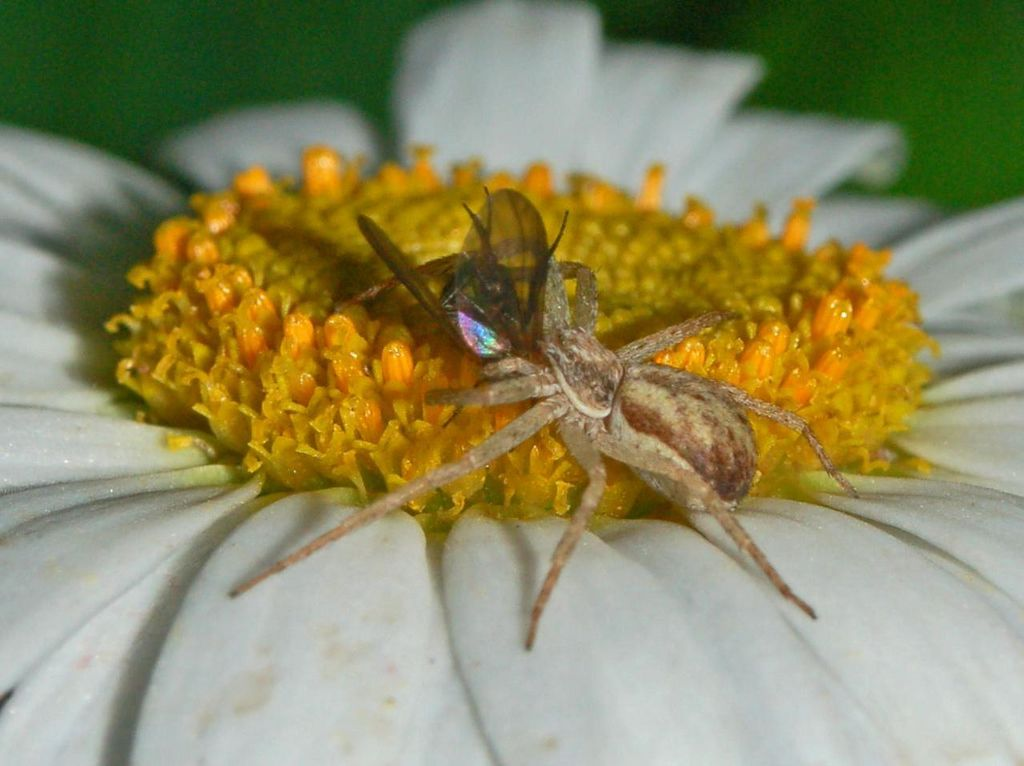
Listovník s polapenou kořistí

Listovníkovití představují menší až středně velké pavouky, celková délka se pohybuje mezi 3 až 16 mm. Samci dosahují o něco menší velikosti než samice, vyznačují se rovněž kratším a štíhlejším zadečkem. Hřbetní štít hlavohrudi (karapax) je mírně zploštělý, tvarově proměnlivý. Pokrývají jej měkké, polehlé štětinky. Hřbetní rýžka (fovea) není patrná. Zadeček je oválný nebo protáhlý, o něco málo větší než hlavohruď. Postavení kráčivých končetin je tzv. laterigrádní, končetiny tedy směřují do stran (podobně jako u běžníkovitých). Na konci nohou jsou dva drápky, chodidlové články porůstají přilnavé chloupky usnadňující pohyb na hladkých površích. Samičí makadla jsou vybavena malým zubatým drápkem. Chelicery jsou drobné a bez zoubků. Listovníkovití mají osm očí ve dvou řadách, oči bývají stejně velké. Vedlejší oči postrádají odrazivou vrstvu (tapetum), a proto vypadají temně. Zbarvení listovníkovitých bývá pestré, často s patrnou tmavou srdeční skvrnou na svrchní ploše zadečku.
Listovníkovití představují celosvětově rozšířenou pavoučí čeleď. Někteří z nich pronikli i na ostrovní stanoviště, příkladně Havajské ostrovy obývají endemitní rody Pedinopistha a Pagiopalpus (blízká příbuznost obou těchto rodů pak nasvědčuje jednorázové kolonizaci souostroví). V České republice žije více než 20 zástupců. K životu listovníkovití preferují vegetační kryt napříč širokým spektrem různých biotopů, ačkoli některé druhy jsou pozemní. Zbarvení často slouží jako maskovací vzor, někteří pavouci jej mohou během života dokonce měnit v závislosti na prostředí. Na rozdíl od mnohých jiných pavouků si listovníkovití nestaví sítě ani nebudují úkryty, ale kořisti se zmocňují přímo ve vegetaci, někdy ze zálohy, jindy aktivním lovem. České druhy mají jednoletý životní cyklus, přičemž samice pečují o vytvořený kokon.